# Loutrophoros des Hegetor

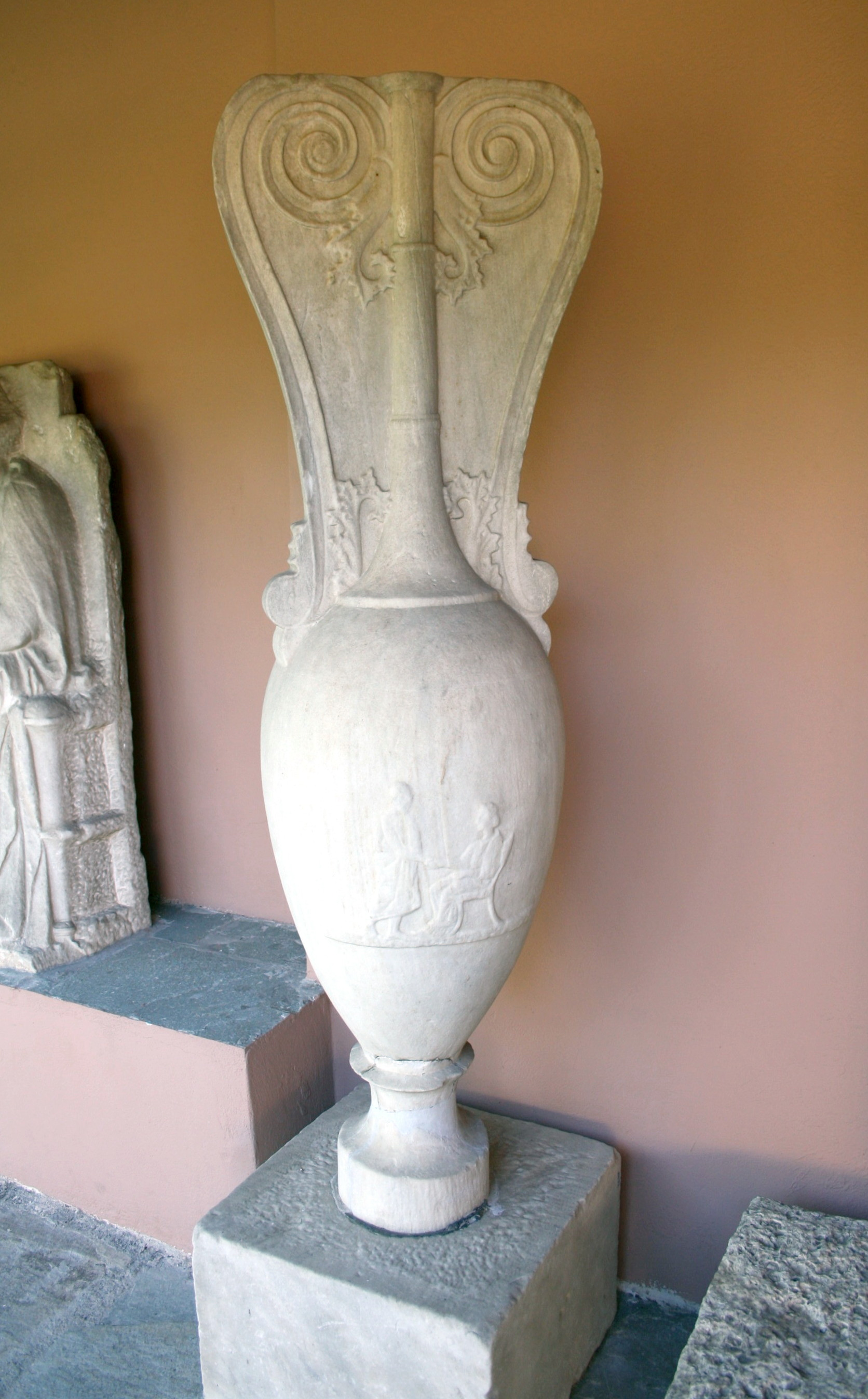
Das Original unter dem Vordach den Museums

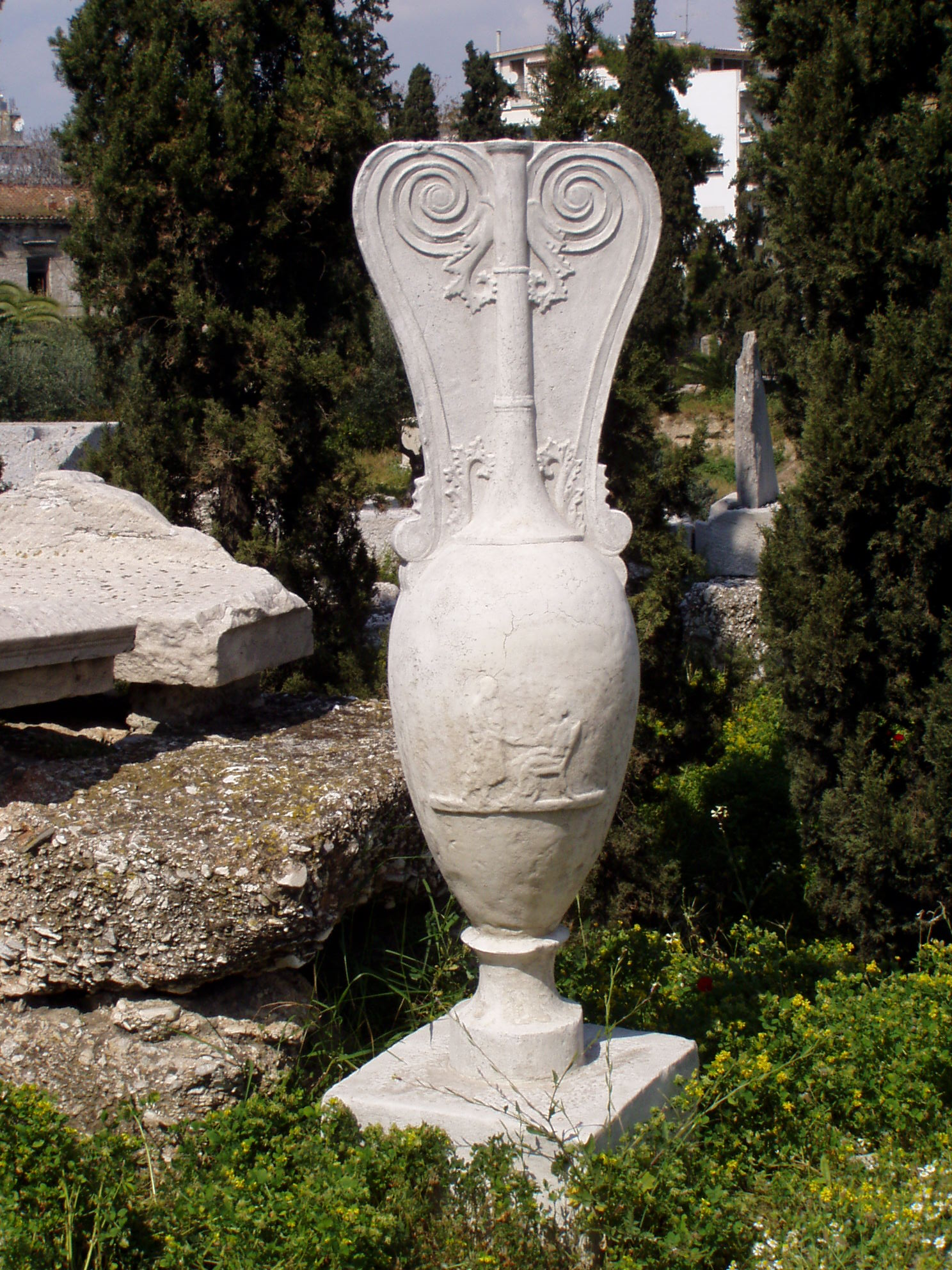
Kopie im Gelände

Die Loutrophoros des Hegetor ist ein Grabdenkmal auf dem antiken athenischen Friedhof Kerameikos.
Die Loutrophoros des Hegetor wurde 1863 im Bereich am Südweg der Kerameikos-Nekropole von Athen gefunden. Das Grabmal wurde bei dem Kioniskos der Dorkas und der Stele der Glykera hinter dem Relief des Grabbezirks der Demetria und Pamphile gefunden. Weitere Grabungen der Archäologischen Gesellschaft Athen unter Athanasios S. Rhousopoulos wurden 1870 durchgeführt, anschließend 1912 unter Konstantinos Kourouniotis und abschließend 1982 durch Wilfried K. Kovacsovics.
Die Loutrophoros wird in die Zeit um 350 bis 340 v. Chr. datiert und wurde somit noch einige Zeit vor dem Erlass des Grabluxusgesetzes durch Demetrios von Phaleron (317 bis 307 v. Chr.) innerhalb des schon länger genutzten Grabbezirks aufgestellt. Auf dem Bauch der marmornen Loutrophore ist eine Abschiedsszene dargestellt, wie sie in der attischen und darüber hinaus altgriechischen Grabkunst weit verbreitet war. Auf der linken Seite steht ein Mann, der für den Grabinhaber Hegetor steht, rechts davon sitzt auf einem Stuhl eine Frau, Pamphile, die Frau des Hegetor. Beide sind einander zugewandt und reichen einander die rechte Hand. Beide Namen sind über den Köpfen der Figuren inschriftlich benannt (altgriechisch Ἡγήτωρ. Παμφίλη). Eine weitere Inschrift ist die Grabinschrift für den Verstorbenen: Hegetor, Sohn des Kephisodoros (altgriechisch Ἡγήτωρ Κηφισοδώρο). Im Gelände befindet sich heute eine moderne Kopie, das Original wird unter dem Vordach des Kerameikos-Museums gezeigt.